# هارفي مانسفيلد
 هارفي كلافلن مانسفيلد (بالإنجليزية: Harvey Claflin Mansfield)‏ (ولد 21 مارس 1932) هو عالم سياسة، فيلسوف سياسي، مؤلف وأستاذ جامعي أميركي. يعمل بروفسوراً للحكومة بجامعة هارفارد منذ 1962، وهو باحث كبير في مركز هوفر بجامعة ستانفورد. معروف بمواقفه السياسية المحافظة، لعب مانسفيلد دوراً محورياً في تشكيل رؤية جيلين من السياسيين والأكاديميين والمثقفين المحافظين في الولايات المتحدة.
تتمحور أعمال مانسفيلد حول الفلسفة السياسية وبالذات لنيكولو مكيافيلي وألكسيس دو توكفيل ويعد أحد المراجع المهمة حول العالم في تفسير وشرح أطروحات ميكافيلي. من مؤلفاته مؤهلات رجل الدولة والحكومة الحزبية (1965)، روح الليبرالية (1978)، صيغ وتراتبات ميكافيلي (1979)، ترويض الأمير (1989)، دليل الطالب للفلسفة السياسية (2001)، ورجولة (2006) من بين أعمال أخرى.

## روابط خارجية
- هارفي مانسفيلد يتحدث عن الفلسفة السياسية